# Lienne (rivière belge)
Pour les articles homonymes, voir Lienne.
La Lienne est une petite rivière de Belgique, affluent en rive gauche de l'Amblève faisant donc partie du bassin versant de la Meuse.

## Parcours
Elle prend sa source entre Lierneux et la Baraque de Fraiture sur le plateau des Tailles, coule globalement vers le nord, passe par Lierneux, Hierlot, Trou de Bra, Habiémont et Les Forges sous le village de Chevron avant de se jeter dans l'Amblève à Targnon dans la commune de Stoumont. Son cours est entièrement situé en province de Liège.

## Affluents
De l'amont vers l'aval, les principaux affluents de la Lienne sont :
- le ruisseau d'Arbrefontaine en rive droite, confluent à Odrimont
- le Groumont en rive gauche, confluent à Hierlot
- la Follerie en rive gauche, confluent au Pont de Villettes
- la Chavanne en rive gauche, confluent à Trou de Bra
- le Mierdeux en rive droite, confluent à Trou de Bra
- le Grand Mont en rive gauche, confluent à Oufny

## Débit
Le débit moyen de la rivière mesuré à Stoumont entre 1992 et 2001 est de 2,9 m3/s. Durant la même période on a enregistré:
- un maximum moyen de 4,4 m3/s en 1995 ;
- un minimum moyen de 1,6 m3/s en 1996.